# Прве штампарије у Бањалуци
У Бањалуци је до 1941. године радило 11 штампарија. Биле су то штампарије: J.S.Wolfa, Фона и Гргића, Угреновића, Срца Исусова, З.Јовића, Глас Крајине, Браћа Јакшић, Милана Узелца, Врбас, Графика Богдана Курузовића и Шапирографија Стојана Ковачевића. Бањалучке штампарије биле су средњег и мањег капацитета. Број радника у штампаријама није прелазио пет. У њима су штампани сви бањалучки листови. Прву малу штампарију у Бањалуци отворио је 3. августа 1886. године књижар Јосип С. Волф, под називом Jos. S. Wolf. Волфову штампарију купили су 1. августа 1903. године књижари Адолф Фон и Паво Гргић, који су проширили њен капацитет и дали јој назив Тискара (Штампарија) Фон и Гргић. У овој штампарији штампани су бањалучки листови: Нови живот, Чичак, Тразера, Бањалучки гласник, као и прве разгледнице на којима је приказана градска панорама Бањалуке. Штампарију Фон и Гргић купио је штампар Звонимир Јовић.
Спиридон Угреновић је 1900. године отворио Штампарију С. Угреновић. Ова штампарија је више пута мијењала име и власника. Прво је промијенила име у Штампарија Сп. Угреновић и синови, затим у Штампарија Браћа Угреновић и на крају у Штампарија Душан Угреновић. Народна радикална странка] купила је 1922. године Штампарију Душана Угреновића и промијенила јој име у Глас Крајине д.д.. Без обзира на ову промјену, браћа Душан и Љубомир Угреновић су 15. децембра 1923. године отворили нову штампарију под именом Штампарија и књиговезница Угреновић.
Католички ред Траписта отворио је 1900. године у Делибашином Селу Штампарију Срца Исусова у манастиру Марија Звијезда код Бањалуке. Била је то "самостанска кућна тискара" мањег капацитета у којој су радили монаси. Штампарија је радила до 1945. године.
Послије 1918. године Звонимир Јовић је отворио Штампарију Звонимира Јовића. Штампала је листове: Гласник Бискупије бањалучке, Наша правда, Службени лист Врбаске области, Штипавац, Нова штампа, Позоришни годишњак Народног позоришта Врбаске бановине, Радничка стража, Бубањ, Врло важно, Зора, Развитак, Освит и Шишмиш. Штампарија је радила до Другог свјетског рата.
Политичко-просвјетно дионичарско друштво за издавање новина и књига под називом Глас Крајине је 1923. године почело са радом. Штампарију је након 1937. године од Радикалне странке купио књижар Милан Узелац, који јој је промијенио име у Штампарија М. Узелца. Око 1928. године браћа Јакшић отворили су штампарију средњег капацитета , која је запошљавала пет радника. У Бањалуци су тридесетих година прошлог вијека радиле још три штампарије мањег капацитета: Врбас, Графика Богдана Курузовића и Шапирографија Стојана Ковачевића.